# Burg Klingenberg (Talheim)
Die ehemalige Burg Klingenberg, deren historischer Name Reiffenberg war, ist der Burgstall einer Höhenburg auf dem Reifenberg, 1960 Meter südöstlich der Kirche von Talheim im Landkreis Tuttlingen in Baden-Württemberg.

## Geographische Lage
Auf der K 5944 östlich von Talheim bei "Unterer Mühle" gibt es eine Unterführung unter der B 523. Am Wald dem östlichen Weg über den Reifenberg in Richtung Westen folgen. Kurz nach einem Einschnitt mit Bach biegt der Weg Richtung Norden ab. Dort liegt die Ruinenstelle auf 799,7 m rund 40 Meter östlich des Weges im Wald.
Heute sind von der ehemaligen Burganlage noch Wälle und Gräben vorhanden.

## Geschichte
Die während der zweiten Hälfte des 13. Jahrhunderts erbaute Burg Reiffenberg, der Burgenname Klingenberg ist historisch nicht belegt, war der Sitz der sich nach der Burg benennenden und zwischen 1268 und 1395 erwähnten Herren von Reiffenberg. Sie waren Dienstmänner der Freiherren von Wartenberg sowie die der Fürstenberger. Unterhalb der Burganlage befand sich die heute abgegangene Siedlung Reiffenberg. Die vermutlich schon vor der Mitte des 14. Jahrhunderts abgegangene Burg wurde im Jahr 1437 als „Burgstall“ samt Zubehör von den Grafen von Lupfen an Heinrich und Rudolf von Friedingen verkauft. 1444 ist sie in württembergischen Besitz. Um das Jahr 1600 wurde sie abermals als Burgstall genannt.

## Beschreibung
Die in etwa quadratische, rund 25 × 28 Meter große und etwa 700 Quadratmeter messende Burgstelle liegt in 799,7 m ü. NN Höhe auf einem kleinen Vorsprung im unteren Hangbereich an der Nordostecke des Reifenberges. Die Ostseite des Burgplateaus fällt steil zum Tal des Krähenbaches ab, an den restlichen Seiten steigt das Gelände bis zum 947,6 m ü. NN hohen Gipfelpunkt des Reifenberges an, und war hier von Natur aus schlecht geschützt. Zum Schutz der Burganlage wurde an diesen Seiten ein bis zu 20 Meter breiter und neun Meter tiefer, U-förmiger Sohlgraben als Annäherungshindernis angelegt.
Auf dem Burgplateau sind noch einige Reste einstiger Bebauung zu erkennen, an der am meisten durch die Überhöhung des Vorgeländes gefährdeten Westseite befand sich ein vermutlich trapezoider oder quadratischer, turmförmiger Bau. Dieses Gebäude hatte eine Seitenlänge von neun bis zehn Meter und eine innere Grundfläche von vermutlich rund 30 bis 35 Quadratmeter. Daneben haben sich noch die Spuren weiterer Bauwerke erhalten, auch die einer Ringmauer in Form von um die Kanten des Burgplateaus verlaufender Wallzüge. Der frühere Zugang zur Burg lag wohl in Turmnähe. Lesefunde von der Burganlage sind bis auf Ziegelreste nicht bekannt.

## Bilder

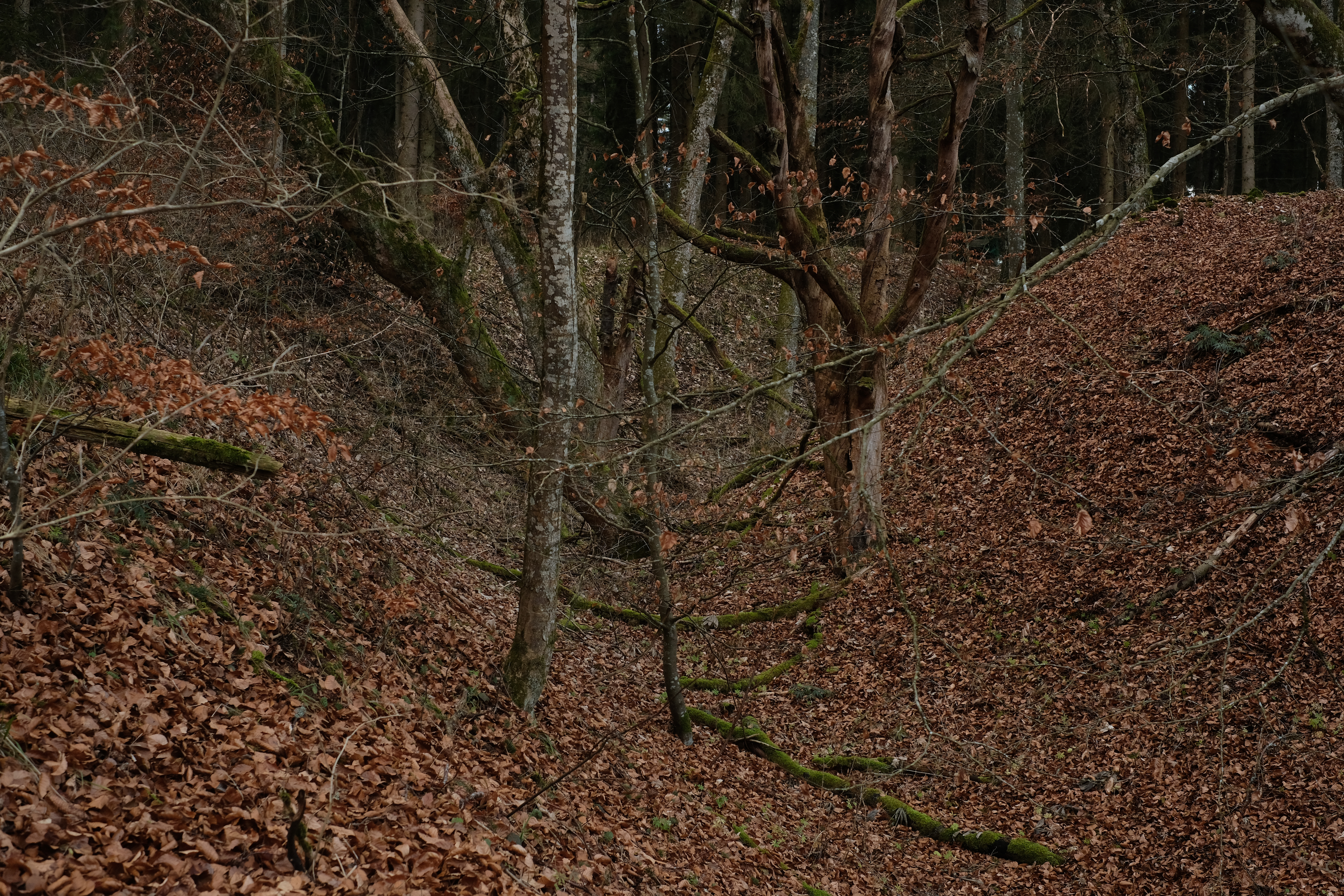
Graben
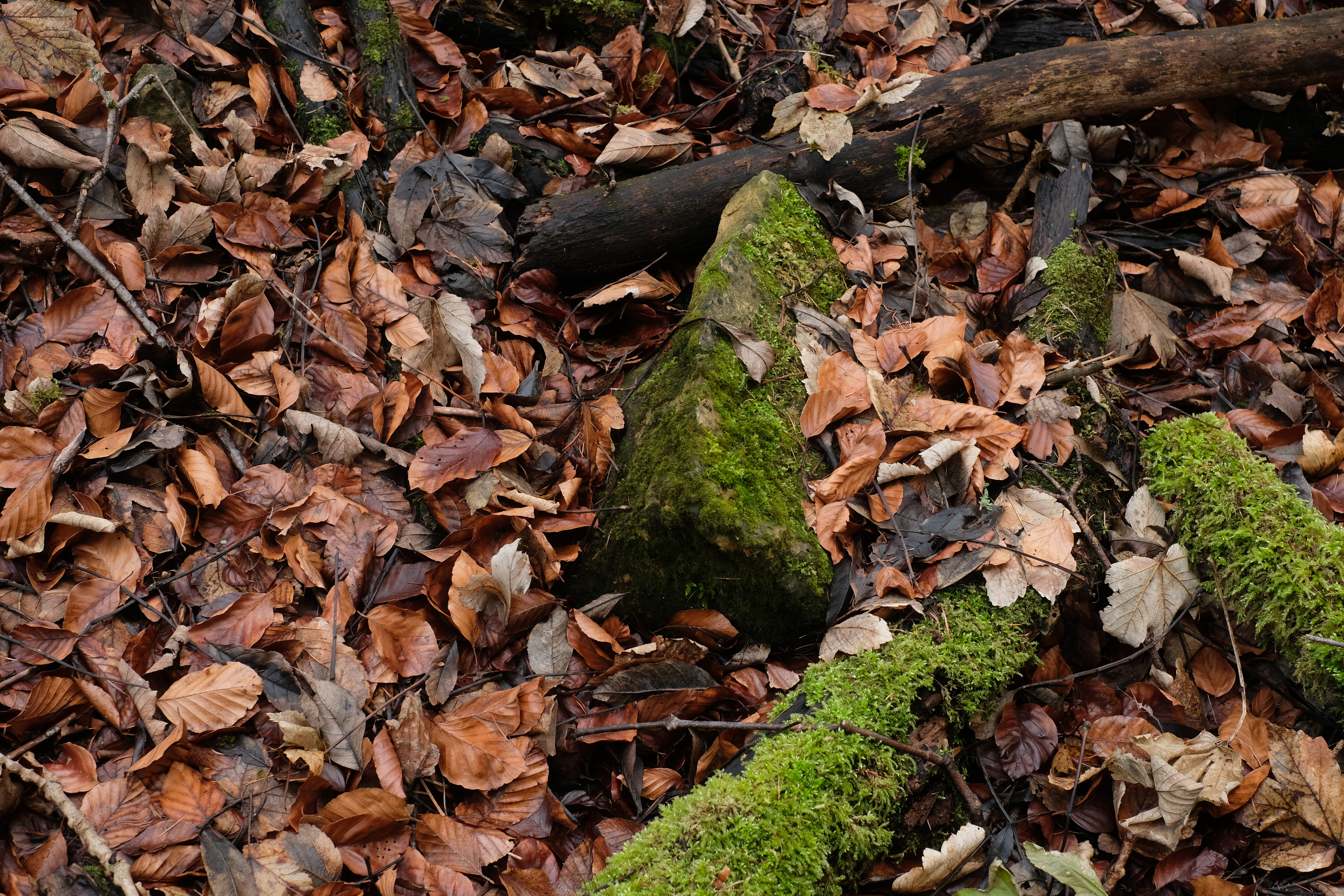
Stein im Graben
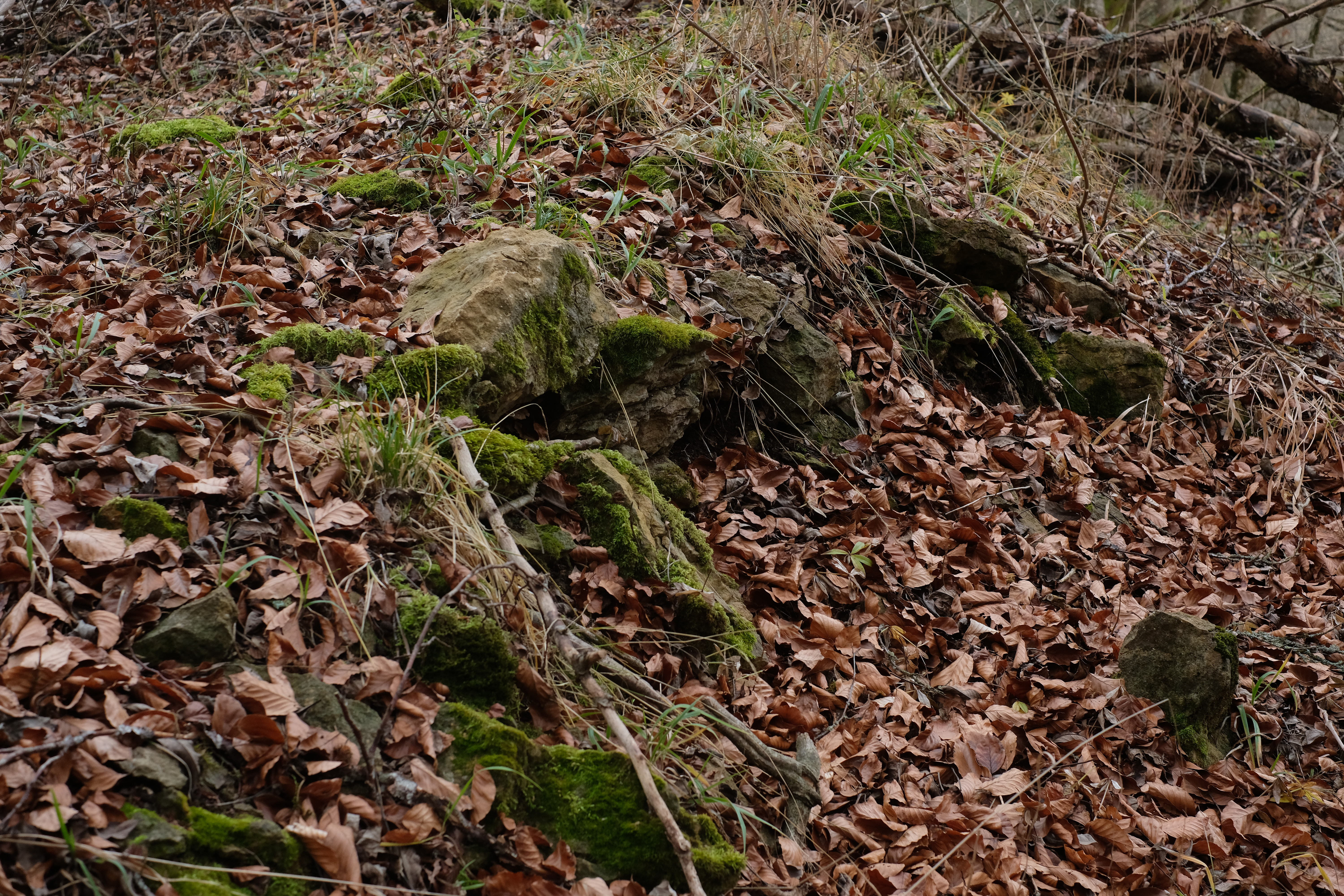
Rest der Ringmauer
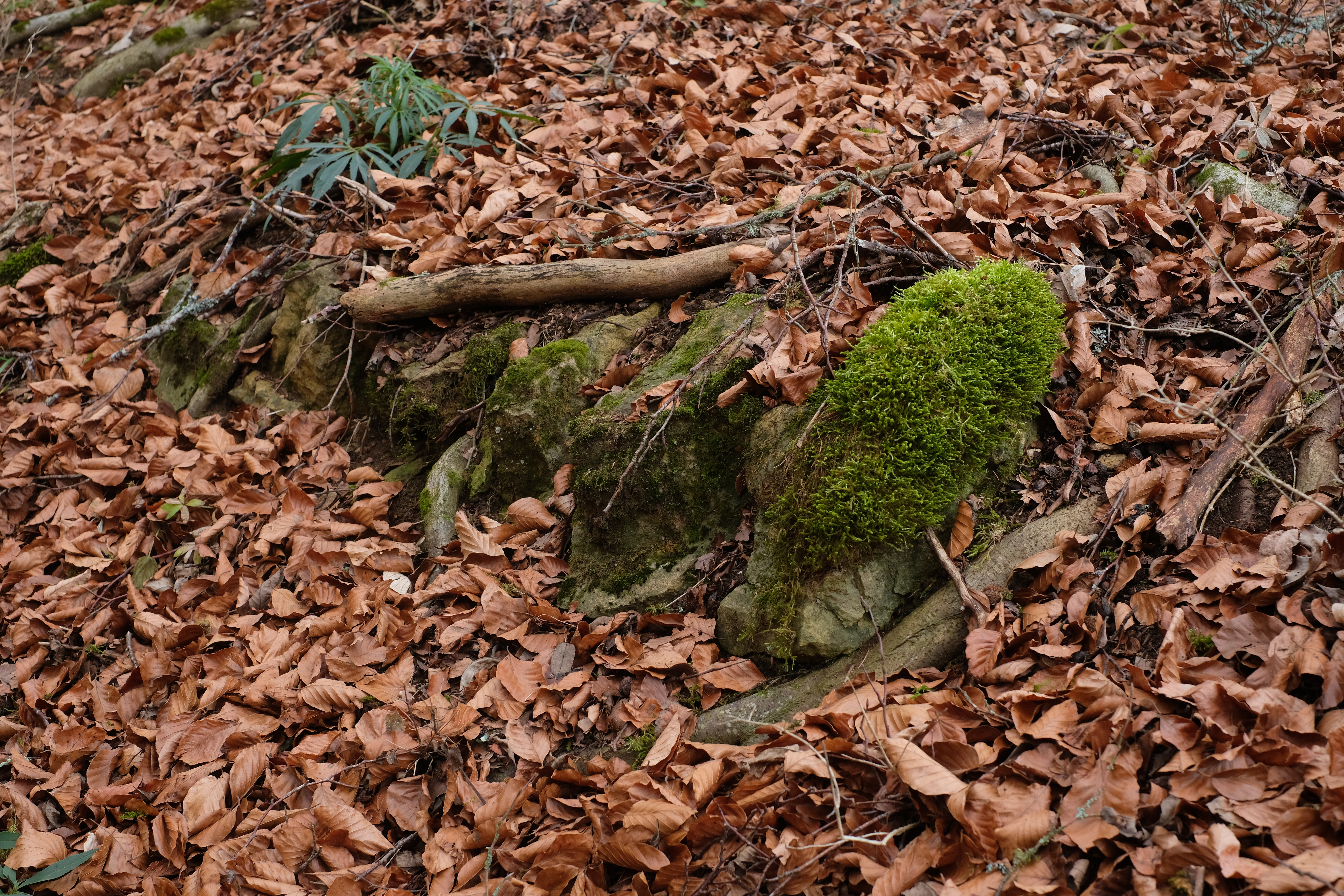
Rest der Ringmauer
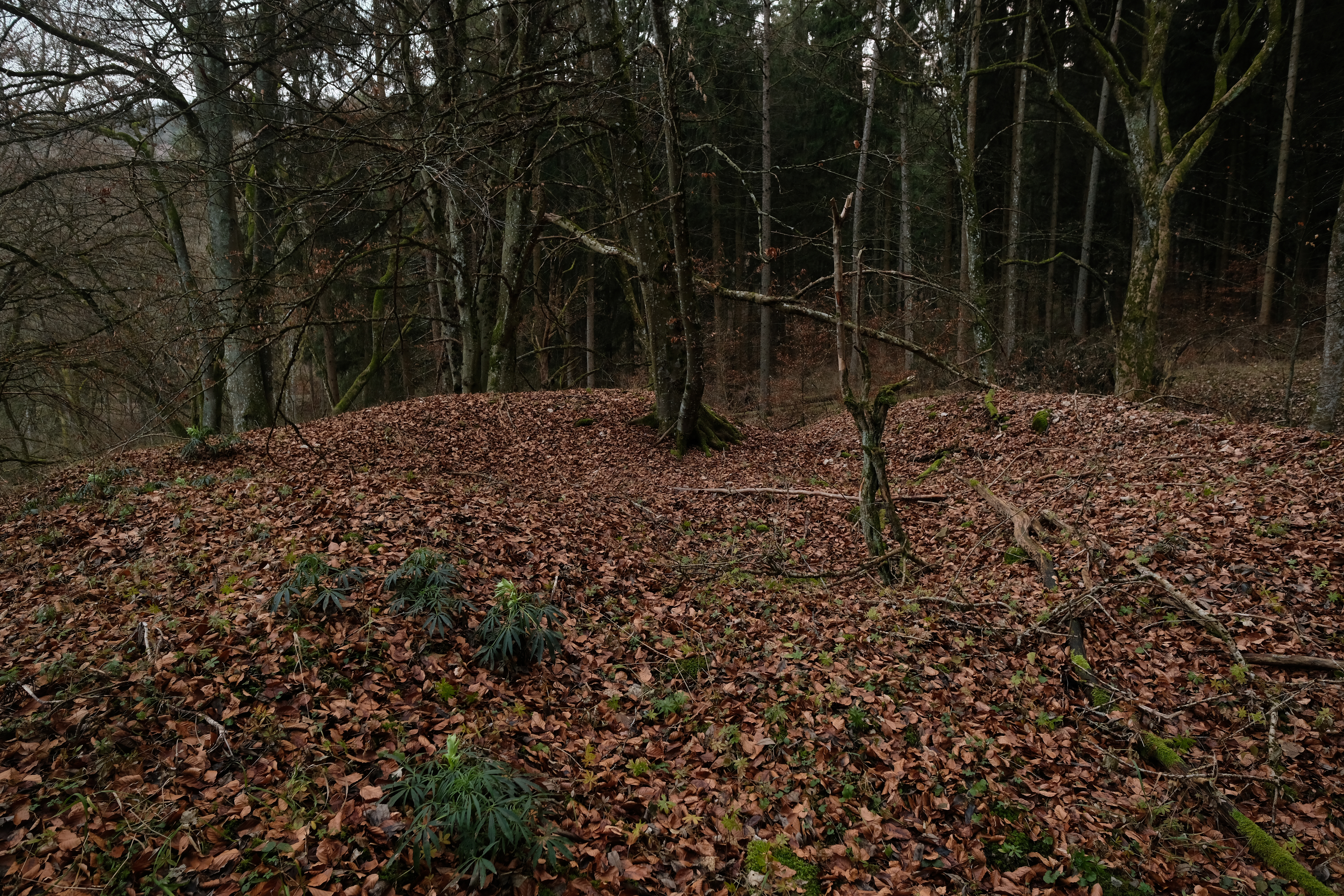
Auf dem Burgstall